# Maravedí
Maravedí was de naam van verschillende gouden en zilveren munten die tussen de 11e en de 14e eeuw op het Iberisch Schiereiland in omloop waren. Het was ook de naam voor verschillende rekenmunten tussen de 11e en de 19e eeuw.

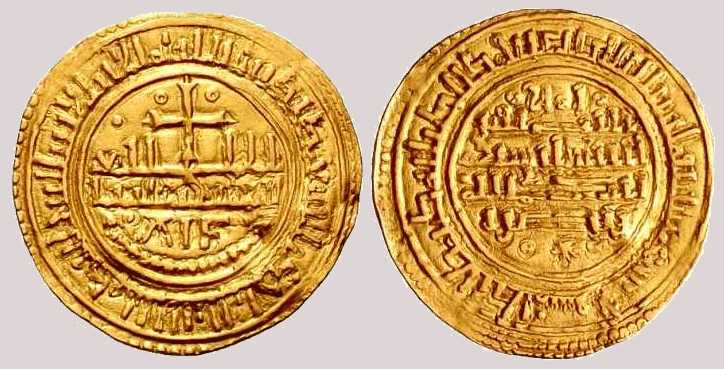
Gouden Maravedí uit de tijd van Alfons VIII van Castilië, (na 1220)

## Etymologie
Het woord maravedí stamt af van de marabet of marabotin, een variant van de gouden dinar die in Spanje werd geslagen en die genoemd is naar de Moorse Almoraviden (in het Arabisch المرابطون al-Murābitũn, enkelvoud مرابط Murābit).
Van het Spaanse woord maravedí zijn drie meervoudsvormen bekend maravedís, maravedíes en maravedises; de eerste twee voldoen aan de normale meervoudsvorming van woorden die eindigen op een beklemtoonde i, maravedís is de gebruikelijkste vorm, maravedises is zeldzamer en minder aan te bevelen wegens het platte karakter. In maravedises vervalt, volgens de Spaanse spelregels, het accentje op de i.

## Geschiedenis
De gouden dinar werd in Spanje voor het eerst geslagen onder Abd-ar-Rahman III, Emir van Córdoba (912-961). In de loop van de 11e eeuw werd de dinar in Europa bekend onder de naam morabit of morabotin. In de 12e eeuw kopieerden de Christelijke koningen Ferdinand II van León (1157-1188) en Alfons VIII van Castilië (1158-1214) de munt. De marabotin of maravedí van Alfons had inscripties in het Arabisch, maar op de onderkant stonden de letters ALF. De gouden maravedí van Ferdinand woog ongeveer 3,8 gram.
In Castilië werd de maravedí de oro de rekenmunt voor goud, samen met de solidus, de dinero voor zilver en de vellón voor biljoengoud, een legering van edelmetaal en onedel metaal.
Het aandeel goud in de munt daalde tot een gram tijdens de regering van Johan I van Aragón (1213-1276) en bleef dalen, totdat het uiteindelijk onder Alfons X van Castilië een zilveren munt werd. Nu werd het woord maravedí gebruikt voor één specifieke munt, maar ook als uitdrukking voor geld in het algemeen en voor elke munt. Bij het interpreteren teksten uit de 13e eeuw kan dit soms tot verwarring leiden.
Zo liet bijvoorbeeld Alfons X drie soorten munten van biljoengoud slaan en deze werden alle drie maravedí genoemd. Zijn zilveren munt van 1258-1271 werd ook maravedí genoemd, de maravedí de plata. Deze munt woog 6.00 gram en bevatte 3.67 gram fijn zilver. Ze was 30 dineros waard. De gangbare rekenmunt was destijds de maravedí van 15 sueldos, of 180 dineros. 1 administratieve maravedí was dus 6 maravedímunten waard.
De zilveren administratieve maravedí vertegenwoordigde als rekenmunt in 1258 een waarde van 22 gram zilver, in 1271 was dit nog maar 11 gram, in 1286 slechts 3 gram en in 1303 1,91 gram. De gouden maravedí verdween als administratieve eenheid rond 1300. De maravedí de plata, de zilveren maravedí werd steeds meer gebruikt als rekenmunt voor grote bedragen, voor goud en voor de muntprijs van zilver. Uiteindelijk verving de maravedí de sueldo als de belangrijkste rekenmunt. Alfons XI (1312-1350) liet geen enkele maravedí slaan en onder zijn regime werd de term alleen gebruikt als rekenmunt.
In de 15e eeuw bestond er veel verwarring rond het monetaire systeem in Castilië. Deze verwarring kwam tot een hoogtepunt onder Hendrik IV van Castilië (1454-1474). Uiteindelijk werd het monetaire systeem hervormd onder het katholieke koningspaar Ferdinand II van Aragón en Isabel I van Castilië via het Decreet van Medina del Campo afgekondigd op 2 juni 1497.
De hervorming werd doorgezet door Karel V, die de ducado verving door de escudo als standard gouden munt. De maravedí werd de kleinste Spaanse rekenmunt, 1/34 deel van een reaal. De maravedí bleef in Spanje in gebruik als rekenmunt tot 1847.
Na de ontdekking van Amerika werden er koperen maravedís geslagen die dienden als munt op het eiland Hispaniola en als de eerste munten van de Nieuwe Wereld beschouwd kunnen worden. Oorspronkelijk werd deze maravedí geslagen in Spanje, later lokaal op Hispaniola, voordat de muntfabrieken in Mexico en Santo Domingo werden opgericht.
Dit artikel of een eerdere versie ervan is een (gedeeltelijke) vertaling van het artikel Maravedi op de Engelstalige Wikipedia, dat onder de licentie Creative Commons Naamsvermelding/Gelijk delen valt. Zie de bewerkingsgeschiedenis aldaar.